# Norwegischer Fußballpokal der Männer 1927
Der norwegische Fußballpokal 1927 (kurz auch NM-Cup 1927 genannt) war die 26. Austragung des Fußballpokalwettbewerbs der Männer. Pokalsieger wurde der FK Ørn. Das Team setzte sich im Finale gegen den SBK Drafn durch.

## 1. Runde
Sieben Vereine erhielten ein Freilos: Fram Larvik, Hof IL, Kvik Halden FK, Odds BK, Stavanger IF, Urædd FK und FK Ørn
| Datum      |                        | Ergebnis  |                       |
| ---------- | ---------------------- | --------- | --------------------- |
| ??.08.1927 | IL Bergmann            | 2:1       | Trysil IL             |
|            | SK Brage               | 9:2       | IL Braatt             |
|            | Bøn FK                 | 1:2 n. V. | FK Lyn                |
|            | Dokken IL              | 0:4       | Vålerenga Oslo        |
|            | Drammens BK            | 9:2       | Eiker SBK             |
|            | Drøbak IF              | 0:8       | SFK Lyn Oslo          |
|            | Ekeberg SK             | 5:3 n. V. | IF Ready              |
|            | Elverum FK             | 3:4       | Kirkenær FK           |
|            | SK Falk Horten         | 2:1       | Lisleby FK            |
|            | Flekkefjord FK         | 00:10     | Viking Stavanger      |
|            | Fram IL Brumunddal     | 2:2 n. V. | BSK 1914 Oslo         |
|            | Frigg Oslo FK          | 6:2       | Bygdø BK              |
|            | Geithus IL             | 3:1       | Jevnaker IF           |
|            | Hamar IL               | 5:0       | Kapp IF               |
|            | SK Hardy               | 3:2 n. V. | Minde IL              |
|            | Jessheim TIF           | 1:2       | Eidsvold IF           |
|            | SK Kampørn             | 3:2       | Roy IL                |
|            | Kongsvinger IL         | 4:0       | Sørumsand IL          |
|            | Kragerø IF             | 1:7       | Larvik Turn           |
|            | Kristiansund FK        | 0:4       | Aalesunds FK          |
|            | Kråkstad IL            | 1:9       | Fredrikstad FK        |
|            | Hadelands Kvik         | 2:7       | Mjøndalen IF          |
|            | Lillestrøm-Kameratene  | 7:2       | Nordstrand IF         |
|            | Moss FK                | 9:0       | Tønsbergs TF          |
|            | Namsos IL              | 4:0       | Verdal IL             |
|            | Neset FK               | 4:2       | SK Freidig            |
|            | FK Norrøna             | 1:3       | SK Gjøa               |
|            | Nybergsund IL          | 2:1       | Trysilgutten IL       |
|            | Ranheim IL             | 1:0       | FK Kvik Trondheim     |
|            | SK Rapp                | 5:2       | Strinda IL            |
|            | Raufoss IL             | 3:0       | FK Fremad Lillehammer |
|            | Rjukan IL              | 1:3       | IL Tell               |
|            | SK Rollon              | 3:0       | IL Hødd               |
|            | Selbak TIF             | 6:0       | Hasle FK              |
|            | Ski IL                 | 0:7       | Sarpsborg FK          |
|            | Skotfoss TIF           | 4:2       | IK Grane Arendal      |
|            | SK Snøgg               | 2:8       | Kongsberg IF          |
|            | Spikkestad IF          | 1:5       | SFK Trygg Oslo        |
|            | Solbergelven SK        | 2:0       | IF Liv                |
|            | Stabæk IF              | 5:2       | SBK Skiold            |
|            | Kristiansund BK        | 4:0       | FK Mandalskameratene  |
|            | Steinkjer FK           | 2:1       | SK Nationalkameratene |
|            | Stord IL               | 1:4       | SK Djerv              |
|            | Storms BK              | 2:1       | Agnes IL              |
|            | Strømsgodset IF        | 10:00     | IF Gråbein            |
|            | IL Sverre              | 8:1       | Harran IL             |
|            | IF Tønsberg-Kameratene | 4:1       | IF Pors               |
|            | Ulefoss SF             | 2:3       | Sandefjord BK         |
|            | SK Ulf                 | 4:1       | Egersunds IK          |
|            | SK Vard Haugesund      | 2:3       | IL Brodd              |
|            | Vennesla AIL           | 1:2       | FK Donn               |
|            | Vikersund IF           | 1:6       | Holmestrand IF        |
|            | FBK Voss               | 2:4       | Brann Bergen          |
|            | Østsiden FK            | 4:2       | Lillestrøm SK         |
|            | Årstad IL              | 4:3       | SK Draug              |

### Wiederholungsspiel
| Datum      |               | Ergebnis |                   |
| ---------- | ------------- | -------- | ----------------- |
| ??.08.1927 | BSK 1914 Oslo | 4:0      | Fram ILBrumunddal |

## 2. Runde
| Datum      |                | Ergebnis  |                        |
| ---------- | -------------- | --------- | ---------------------- |
| 21.08.1927 | IL Bergmann    | 2:6       | SK Brage               |
|            | Brann Bergen   | 3:1       | SK Kampørn             |
|            | SK Djerv       | 3:2       | Årstad IL              |
|            | FK Donn        | 2:0       | IF Tønsberg-Kameratene |
|            | SBK Drafn      | 7:3       | Østsiden FK            |
|            | Eidsvold IF    | 1:2       | SFK Lyn Oslo           |
|            | Ekeberg SK     | 1:5       | Moss FK                |
|            | Fredrikstad FK | 9:0       | Solbergelven SK        |
|            | Geithus IL     | 1:5       | Frigg Oslo FK          |
|            | SK Gjøa        | 2:1       | BSK 1914 Oslo          |
|            | Kirkenær FK    | 3:2       | Hof IL                 |
|            | Kongsberg IF   | 3:9       | Strømsgodset IF        |
|            | Kongsvinger IL | 2:0       | Lillestrøm-Kameratene  |
|            | Larvik Turn    | 3:1       | Stabæk IF              |
|            | Lisleby FK     | 1:2       | FK Ørn                 |
|            | FK Lyn         | 2:3       | SK Rollon              |
|            | Nybergsund IL  | 0:8       | Hamar IL               |
|            | Ranheim IL     | 3:4       | Neset FK               |
|            | SK Rapp        | 4:1       | IL Sverre              |
|            | Raufoss IL     | 4:5 n. V. | Kvik Halden FK         |
|            | Sandefjord BK  | 0:3       | Odds BK                |
|            | Sarpsborg FK   | 3:0       | Holmestrand IF         |
|            | Stavanger IF   | 5:1       | IL Brodd               |
|            | Steinkjer FK   | 2:1       | Namsos IL              |
|            | Storms BK      | 4:1       | Fram Larvik            |
|            | IL Tell        | 2:5       | Skotfoss TIF           |
|            | SFK Trygg Oslo | 2:3       | Drammens BK            |
|            | SK Ulf         | 0:3       | Viking Stavanger       |
|            | Urædd FK       | 6:2       | Start Kristiansand     |
|            | Vålerenga Oslo | 2:3       | Selbak TIF             |
|            | Aalesunds FK   | 8:1       | SK Hardy               |
|            | Mjøndalen IF   | Freilos   |                        |

## 3. Runde
| Datum      |                  | Ergebnis  |                |
| ---------- | ---------------- | --------- | -------------- |
| 04.09.1927 | SK Brage         | 1:2       | SK Gjøa        |
|            | SK Djerv         | 3:5       | Stavanger IF   |
|            | Drammens BK      | 3:4       | Brann Bergen   |
|            | Frigg Oslo FK    | 8:2       | Neset FK       |
|            | Hamar IL         | 0:1       | Urædd FK       |
|            | Kvik Halden FK   | 11:00     | Kongsvinger IL |
|            | Larvik Turn      | 4:1 n. V. | Moss FK        |
|            | SFK Lyn Oslo     | 0:3       | Storms BK      |
|            | Odds BK          | 5:1       | Mjøndalen IF   |
|            | SK Rapp          | 8:1       | Steinkjer FK   |
|            | Selbak TIF       | 2:1 n. V. | Fredrikstad FK |
|            | Skotfoss TIF     | 0:2       | SBK Drafn      |
|            | Strømsgodset IF  | 2:1       | Sarpsborg FK   |
|            | Viking Stavanger | 15:00     | FK Donn        |
|            | FK Ørn           | 10:00     | Kirkenær FK    |
|            | Aalesunds FK     | 2:1       | SK Rollon      |

## 4. Runde
| Datum      |              | Ergebnis  |                  |
| ---------- | ------------ | --------- | ---------------- |
| 11.09.1927 | Brann Bergen | 2:0       | Selbak TIF       |
|            | SBK Drafn    | 4:4 n. V. | Frigg Oslo FK    |
|            | SK Gjøa      | 3:1       | Viking Stavanger |
|            | Larvik Turn  | 6:1       | SK Rapp          |
|            | Stavanger IF | 1:8       | FK Ørn           |
|            | Storms BK    | 1:4       | Strømsgodset IF  |
|            | Urædd FK     | 1:6       | Kvik Halden FK   |
|            | Aalesunds FK | 0:1       | Odds BK          |

### Wiederholungsspiel
| Datum      |               | Ergebnis |           |
| ---------- | ------------- | -------- | --------- |
| 18.09.1927 | Frigg Oslo FK | 1:3      | SBK Drafn |

## Viertelfinale
| Datum      |                 | Ergebnis  |              |
| ---------- | --------------- | --------- | ------------ |
| 27.09.1927 | Kvik Halden FK  | 5:2       | SK Gjøa      |
|            | Odds BK         | 1:3       | SBK Drafn    |
|            | Strømsgodset IF | 3:4 n. V. | Larvik Turn  |
|            | FK Ørn          | 2:1       | Brann Bergen |

## Halbfinale
| Datum      |           | Ergebnis |                |
| ---------- | --------- | -------- | -------------- |
| 02.10.1927 | SBK Drafn | 5:0      | Kvik Halden FK |
|            | FK Ørn    | 5:0      | Larvik Turn    |

## Finale
| FK Ørn                                              | FK Ørn | SBK Drafn | SBK Drafn |
| --------------------------------------------------- | --- | --- | --------- |
| FK Ørn                                              | \| Finale \| \| 16. Oktober 1927 in Sandefjord (Sandefjord-Stadion) \| \| Ergebnis: 4:0 (2:0) \| \| Zuschauer: 9.000 \| \| Schiedsrichter: Fritz Lütcherat \| \| Spielbericht \|      | \| Finale \| \| 16. Oktober 1927 in Sandefjord (Sandefjord-Stadion) \| \| Ergebnis: 4:0 (2:0) \| \| Zuschauer: 9.000 \| \| Schiedsrichter: Fritz Lütcherat \| \| Spielbericht \| | SBK Drafn |
| FK Ørn                                              | Gunnar Jacobsen – Knut Ellingsrud, Ingar Pedersen – Aage Larsen, Kjell Halvorsen, Harald Strøm – Sverre Fredriksen, Oscar Thorstensen, Egil Jacobsen, Gunnar Dahl, Gudmund Fredriksen | | SBK Drafn |
| FK Ørn                                              | 1:0 Gunnar Dahl (16.) 2:0 Gunnar Dahl (43.) 3:0 Egil Jacobsen (55.) 4:0 Gunnar Dahl (80.)                                                                                             | | SBK Drafn |
| Finale                                              | | |           |
| 16. Oktober 1927 in Sandefjord (Sandefjord-Stadion) | | |           |
| Ergebnis: 4:0 (2:0)                                 | | |           |
| Zuschauer: 9.000                                    | | |           |
| Schiedsrichter: Fritz Lütcherat                     | | |           |
| Spielbericht                                        | | |           |